# Christian Perthaler
 Christian Perthaler (* 21. Juli 1968 in Kufstein) ist ein ehemaliger österreichischer Eishockeyspieler, der seine Karriere beim EV Innsbruck begann. Von 2001 an spielte er beim EHC Linz, wo er seine aktive Eishockey-Karriere im Alter von 40 im Jahr 2008 beendete. In seiner aktiven Karriere gewann er viermal den nationalen Meistertitel. Er vertrat Österreich bei den Olympischen Winterspielen 1998 sowie bei den Olympischen Winterspielen 2002.

## Nach der aktiven Karriere
Von 2009 bis 2020 war er beim EHC Linz als Manager tätig. Anschließend wurde er Manager und Geschäftsführer beim neu gegründeten EHV Linz.

## Sonstiges
Der Verein EHC Linz hat ihm zu Ehren seine Trikotnummer #30 gesperrt, sie wird somit nicht mehr an andere Spieler vergeben.